# Maria LaGuerta
María Esperanza del Alma LaGuerta, connue dans la série littéraire sous le nom de Migdia LaGuerta, est un personnage de la série télévisée Dexter, diffusée sur Showtime aux États-Unis et sur Canal+ et TF1 en France, et de la série littéraire créée par Jeff Lindsay dont la série est tirée. Elle est interprétée dans la série originale par Lauren Vélez. LaGuerta est une femme dure et déterminée aux commandes de la section homicide de la police judiciaire. Christina Milian reprend le rôle dans la série préquelle, Dexter : Les Origines.

## Biographie

### Saison 1
Au début de la série, LaGuerta a une profonde aversion pour Debra Morgan, qui disparaît au cours des saisons. Dans la première saison, elle ne cache pas son attirance pour Dexter, avec lequel elle flirte souvent, le mettant mal à l'aise. Après cette saison, elle le considère plus comme un bon ami. À la fin de la saison ses pouvoirs de commandement lui sont enlevés.

### Saison 2
Au début de la deuxième saison, elle retourne à son ancien emploi après que le nouveau lieutenant, Esmee Pascal, a été déclarée instable. Lorsque son ami, ancien partenaire et ancien compagnon, James Doakes, devient le premier suspect dans l'affaire du Boucher de Bay Harbor, elle essaie de laver son nom. Elle apprend de deux missions des forces spéciales discutables qu'il est lavé de tout soupçon concernant la mort de deux des victimes du Boucher. Plus tard, Doakes est retrouvé mort dans une explosion apparemment accidentelle à côté du corps du trafiquant de drogue Jose Garza, l'affaire est close. Les indices de LaGuerta sont ignorés. Après sa mort, LaGuerta commence un mémorial en son honneur, demandant à ses collègues des dons pour sa famille, refusant de penser que son défunt ami soit un tueur en série.

### Saison 3
Dans la troisième saison, pendant qu'elle se remet du traumatisme de la mort de Doakes, elle mène une investigation sur le meurtre d'Oscar Prado, le frère de son ex-petit ami Miguel Prado. Elle développe aussi une forte amitié avec l'avocate de Doakes, Ellen Wolf, et elle est effondrée lorsqu'elle est retrouvée tuée. Mais grâce à l'aide de son travail d'investigation personnel, et avec l'aide de Dexter, elle découvre que Miguel est le tueur de Wolf. Elle le confie à Dexter, il est alors  « le seul autre qui sait ». Après le propre meurtre de Miguel, visiblement tué par « L'Écorcheur » mais en réalité par Dexter, elle est affolée lorsque la communauté cubaine veut nommer une autoroute à son nom. Elle essaie de trouver des preuves recevables pour prouver qu'il a tué Wolf, mais Dexter la convainc que faire ceci ne ferait que blesser la famille de Miguel et la communauté cubaine, et que même s'il y a de grandes chances qu'elle ait raison, jamais elle ne sera sûre. Après réflexion, LaGuerta abandonne l'affaire.

### Saison 4
Au début de la quatrième saison, elle devient amoureuse d'Angel Batista. Ils gardent leur romance cachée du reste du département homicide, mis à part Dexter, à qui aussi bien LaGuerta que Batista ont confié ce secret. Leur relation se retrouve confrontée à un obstacle lorsqu'elle en informe leurs supérieurs afin que celle-ci ne puisse servir d'argument lors d'un procès. La conséquence de sa divulgation est la menace d'une réaffectation, Batista ou elle-même devant changer de département. Décidant que leur travail est une partie importante de ce qu'ils sont, ils décident tous les deux de mettre fin à leur relation, et signent alors un affidavit à cet effet. Se tenir écarté l'un de l'autre se révélant ne pas être si évident que cela, ils recommencent à entretenir une liaison secrète. Afin de contourner une réprimande de leurs supérieurs, ainsi que de par leur inévitable attirance mutuelle, ils décident de se marier secrètement avec Dexter en tant que témoin.

### Saison 5
Durant la cinquième saison, Maria et Angel sont mariés, mais ils rencontrent des problèmes car elle  se comporte trop comme son patron avec lui et il se rend compte qu'elle lui cache un compte en banque bien rempli. Maria suspend Joey Quinn lorsque celui-ci accuse Dexter d'avoir tué sa femme. Angel devient plus impulsif et provoque une bagarre dans un bar avec un autre officier. Pour protéger son mari, Maria accepte de faire arrêter l'un des ripoux des stup qui s'appelle Stan Liddy. Lors de la bévue dans la discothèque pour arrêter les frères Fuentes, Maria rend responsable Debra pour l'échec de l'opération et la jeune inspecteur se retrouve aux archives.

### Saison 6
Durant la sixième saison, divorcée d'Angel, elle est promue capitaine. Ayant découvert la relation secrète du commandant Matthews avec une prostituée, elle passe un accord avec lui pour ne pas le dénoncer, avant de le trahir pour prendre sa place.

### Saison 7
Elle enquête sur le Boucher de Bay Harbor pendant toute la saison, tentant de prouver qu'il court toujours et que James Doakes est innocent. Elle finit par soupçonner Dexter avant d'être persuadée qu'il est le Boucher de Bay Harbor. Dans l'épisode final de la saison 7, elle est capturée par Dexter, qui l'avait attirée dans un container en se servant de Hector Estrada en guise d'appât (l'un des hommes responsables de la mort de Laura Moser). Interrompu par Debra alors que LaGuerta est encore endormie, il lui explique que le fait de la tuer constitue leur seule chance de s'en sortir (LaGuerta ayant également des preuves de la complicité de Debra). Lorsque la Capitaine se réveille, Debra pointe son pistolet sur son frère, lui implorant de ne pas tuer Maria. Au réveil de cette dernière (Dexter lui ayant administré une plus faible quantité de M-99 pour qu'elle soit invisible dans son sang), Dexter lâche son couteau, et dit à Debra de le tuer, également sous les sommations de LaGuerta, désarmée. Tiraillée entre son devoir de justice et son amour pour son frère et sachant parfaitement qu'un seul des deux pourra en réchapper vivant, Debra en pleurs tire dans la poitrine de LaGuerta, la tuant sur le coup.

## Différence avec les romans
Dans les romans de Jeff Lindsay, le prénom de LaGuerta est Migdia alors que dans la série télévisée il a été changé en María. Dans Ce cher Dexter, LaGuerta est décrite comme une femme méchante et manipulatrice uniquement compétente dans les stratagèmes politiques. Dans la série, elle est montrée sous un jour plus sympathique, celui d'une femme stricte mais au bon cœur, et est un talentueux officier de la police judiciaire.
À la fois dans les romans et dans la série elle tente de séduire Dexter, ce qui l'agace. Dans le premier livre, LaGuerta est poignardée à mort par Brian Moser, alors que dans la série elle reste en vie et devient une personne importante dans la vie de Dexter et de Debra bien que son attirance pour Dexter disparaisse.